# زمین‌لرزه ۲۰۱۲ شمال ایتالیا
زمین‌لرزه شمال ایتالیا ۲۰۱۲ در تاریخ ۲۰ مه ۲۰۱۲ میلادی، برابر با ‎۳۱ اردیبهشت ۱۳۹۱، ساعت ۰۴:۰۳:۰۰ به زمان یوتی‌سی در شمال ایتالیا، منطقه مودنا رخ داد. ژرفای این زلزله ۵٫۱ کیلومتر بود، و بزرگی آن ۶ در مقیاس Mw اعلام شده‌است.